# Le stanze del vetro

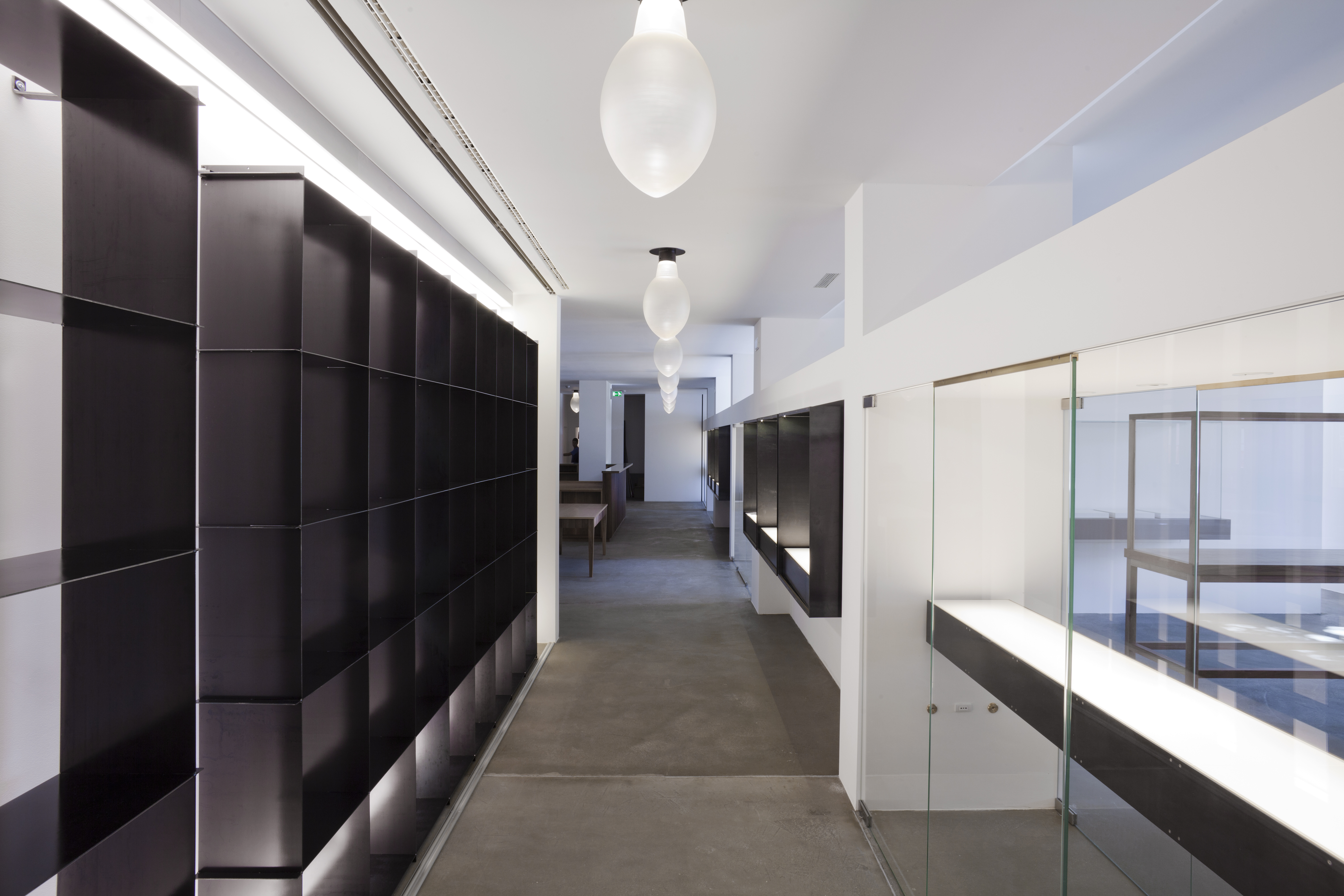
Le Stanze del Vetro, Isola di San Giorgio, Venezia

Le Stanze del vetro sono uno spazio espositivo specializzato istituito per iniziativa congiunta tra la Fondazione Cini di Venezia e la Pentagram Stiftung, una fondazione senza scopo di lucro con sede a Coira in Svizzera. Ha sede nell'isola di San Giorgio a Venezia.

## Attività
Accanto a questa iniziativa la fondazione Cini ha realizzato, all’interno del proprio Istituto di Storia dell’Arte, un nuovo centro di studi al fine di costruire un archivio del vetro veneziano e creare una biblioteca specialistica. 

Attualmente sono stati acquisiti diversi fondi documentari provenienti da vari artisti internazionali, anche contemporanei, attivi con le fornaci di Murano e man mano se ne procede alla digitalizzazione.

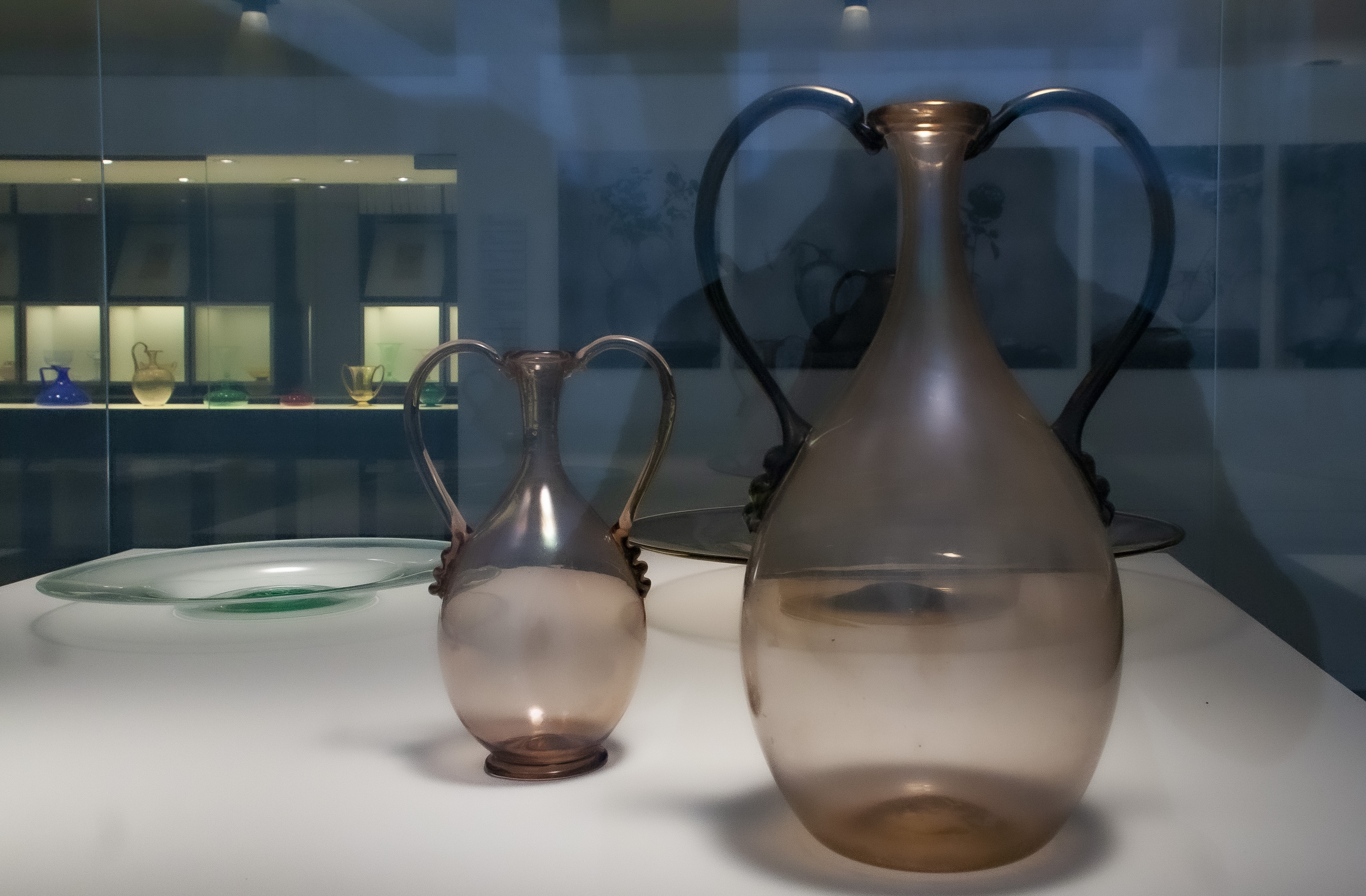
Mostra Vittorio Zecchin: i vetri trasparenti per Cappellin e Venini; in primo piano alcuni vetri dell'artista per la Vetreria Venini, 1921/1922.

Le mostre de Le stanze del vetro sono dedicate alla valorizzazione delle produzioni e progettazioni vetrarie del XX e XXI non solo quelle muranesi ma anche europee ed extra-europee.
Sono così stati esposti in forma monografica gli esiti dei capiscuola, esploratori della progettazione e delle tecniche di preparazione, fusione e soffiatura quali Vittorio Zecchin, Napoleone Martinuzzi, Tomaso Buzzi e del francese Maurice Marinot. A Carlo Scarpa sono state dedicate due diverse mostre in cui vennero presentate sia le ricerche giovanili sia, nell'esposizione inaugurale del centro espositivo, l’espressione già matura come direttore artistico della Vetreria Venini. 
Per le prolifiche scuola di progettazione viennese e finlandese è stata adottata la forma di rassegne collettive. Per i progettisti viennesi, formatisi nel movimento dello Jugendstil. sono stati esposti, grazie alla collaborazione del Museum für angewandte Kunst, i vetri disegnati da Josef Hoffmann, Koloman Moser, Joseph Maria Olbrich, Oskar Strnad, Adolf Loos, etc. Per i finlandesi le opere presentate, tutte provenienti dalla collezione Bischofberger di Zurigo, spaziavano dal classicismo nordico di Arttu Brummer al movimento moderno di Alvar Aalto, a cui vanno aggiunti anche Kaj Franck, Timo Sarpaneva, Tapio Wirkkala e altri.
Il programma espositivo si è già esteso organicamente anche gli esiti del design del vetro nel secondo dopoguerra rappresentati dalle opere Giè Ponti, Piero Fornasetti, Massimo Vignelli e Tobia Scarpa per Venini e le mostre monografiche dedicate a Ettore Sottsass, Fulvio Bianconi e Thomas Stearns.
Un'altra linea espositiva è legata ai rapporti degli artisti moderni e contemporanei con le tecniche vetrarie. A partire dalla mostra Fragile?, una rassegna di vetri di numerosi artisti tra cui Marcel Duchamp, Joseph Beuys, Gilbert & George, Ai Weiwei etc,; per passare poi a esplorare il labile confine tra design e arte con la sperimentazione contemporanea del Cirva di Marsiglia,, realizzata in collaborazione con la Fondazione Querini Stampalia e articolata nei due spazi espositivi delle rispettive istituzioni, e dello Studio Glass nord americano. 
A implementare questa ultima linea sono gli allestimenti, vere e proprie opere d’arte site-oriented, per i giardini antistanti l’edificio espositivo: Glass Tea House Mondrian di Hiroshi Sugimoto (2014/2016) e Qwalala di Pae White (2017/ 2019).
La struttura espositiva allestita in modo da essere riutilizzabile per molteplici esposizioni è stata progettata dall'architetto newyorkese Annabelle Selldorf appoggiandosi alla collaborazione dei colleghi veneziani Fabrizio Cattaruzza e Francesco Millosevich.

## Esposizioni
- Carlo Scarpa. Venini 1932-1947 (2012)
- Napoleone Martinuzzi. Venini 1925-1931 (2013)
- Fragile? (2013)
- Tomaso Buzzi alla Venini (2014)
- I Santillana (2014)
- Glass Tea House "Mondrian" (2014-2016)
- Il vetro finlandese nella Collezione Bischofberger (2015)
- Fulvio Bianconi alla Venini (2015)
- Il Vetro degli Architetti. Vienna 1900-1937 (2016)
- Paolo Venini e la sua fornace (2016)
- Ettore Sottsass: il vetro (2017)
- Vittorio Zecchin: i vetri trasparenti per Cappellin e Venini (2017)
- Qwalala (2017-2019)
- Una fornace a Marsiglia. Cirva (2018)
- La vetreria M.V.M. Cappellin e il giovane Carlo Scarpa 1925-1931 (2018)
- Maurice Marinot. Il vetro, 1911-1934 (2019)
- Thomas Stearns alla Venini (2019)
- Venezia e lo Studio Glass Americano (2020)
- L’Arca di vetro. La collezione di animali di Pierre Rosenberg (2021)
- Tapio Wirkkala alla Venini (2021)
- Toni Zuccheri alla Venini (2021)
- FontanaArte. Vivere nel vetro (2022)
- Venini: Luce 1921 – 1985 (2022-2023)
- Vetro boemo: i grandi maestri (2023)
- 1912-1930 Il vetro di Murano e la Biennale di Venezia (2024)